# Método colaborativo
Los métodos colaborativos son procesos y conductas referidas a la colaboración entre individuos.
Estos métodos buscan específicamente incrementar las posibilidades de éxito de los equipos, al hacer hincapié en la forma colaborativa de resolver problemas. En estos casos son muy útiles los gráficos, imágenes, esquemas y fichas sicológicas con el objetivo de mejorar las posibilidades tanto en el proyecto actual como en otros futuros.